# ملعب فورد فيلد
ملعب فورد فيلد: هو ملعب مغلق لكرة القدم الأميركية ويقع في وسط مدينة ديترويت. ويعتبر ملعب نادي ديترويت لايونز لكرة القدم الأمريكية. وهو مملوك من قبل مدينة ديترويت. يستوعب 65000 متفرج، على الرغم من أنه يمكن توسيعه إلى 70000 متفرج لكرة القدم وإلى 80000 متفرج لكرة السلة. تم شراء حقوق التسمية من قبل شركة فورد للسيارات بمبلغ 40 مليون دولار على مدى 20 عاماً. وهو من أحد أشهر الملاعب في الولايات المتحدة بسبب تصميمه الداخلي المشهور.

## استضافات مهمة
- استضاف فورد فيلد السوبر بول يوم 5 فبراير عام 2006، حيث فاز فريق بيتسبورغ ستيلرز على سياتل سي هوكس بنتيجة 21-10 ليفوز للمرة الخامسة بطولة السوبر بول أمام 68206 من الحضور.
- أقامت المغنية مادونا في ملعب فورد فيلد في 18 نوفمبر 2008، كجزء من جولة في الولايات المتحدة.
- بتاريخ 13 ديسمبر 2003، استضافت ملعب فورد فيلد أكبر حشد من أي وقت مضى لحضور مباراة لكرة السلة، حيث بلغ عدد الجماهير 78129 متفرج.
- استضاف ملعب فورد فيلد مباراتين في دور المجموعات في بطولة الكأس الذهبي للكونكاكاف 2011 لكرة القدم يوم 7 يونيو، 2011. حيث لعبت بنما مع جوادلوب في المباراة الأولى، والولايات المتحدة لعبت كندا في المباراة الثانية.
- أقامت المغنية تايلور سويفت عرض غنائي ضمن جولتها الغنائية حول العالم في 11 يونيو 2011.

## صور من الملعب

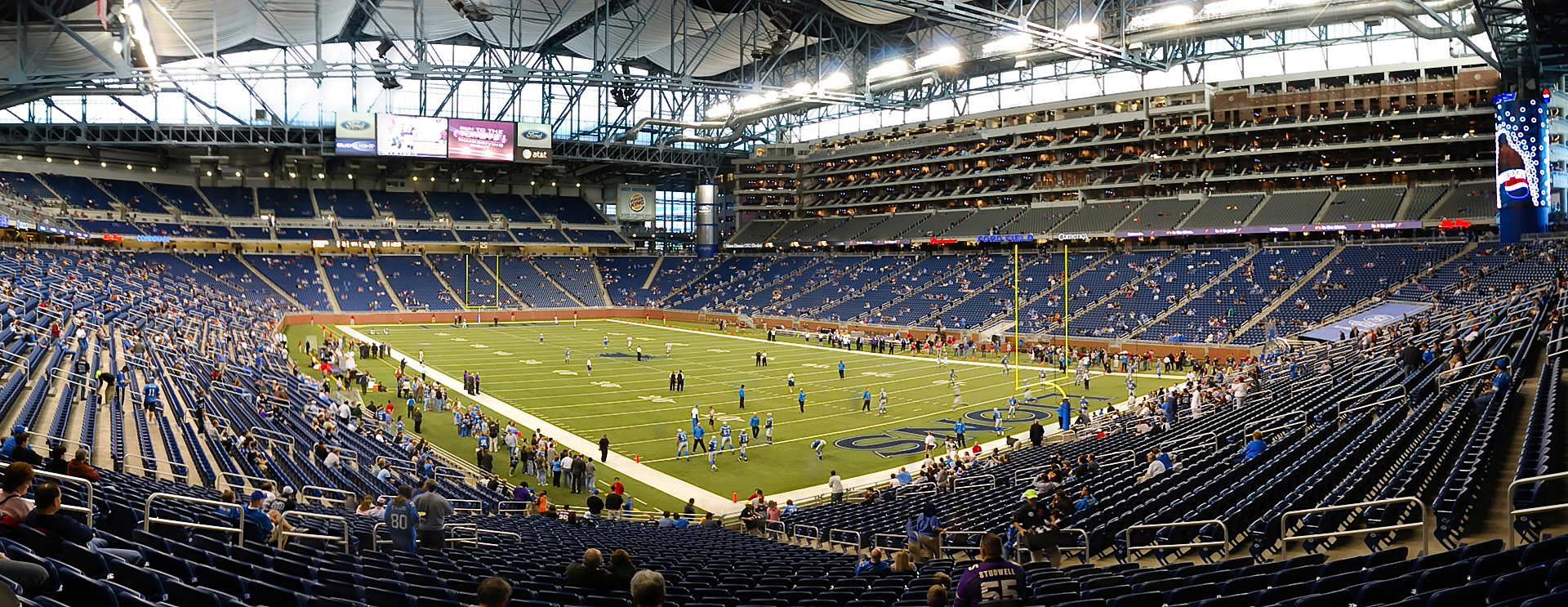
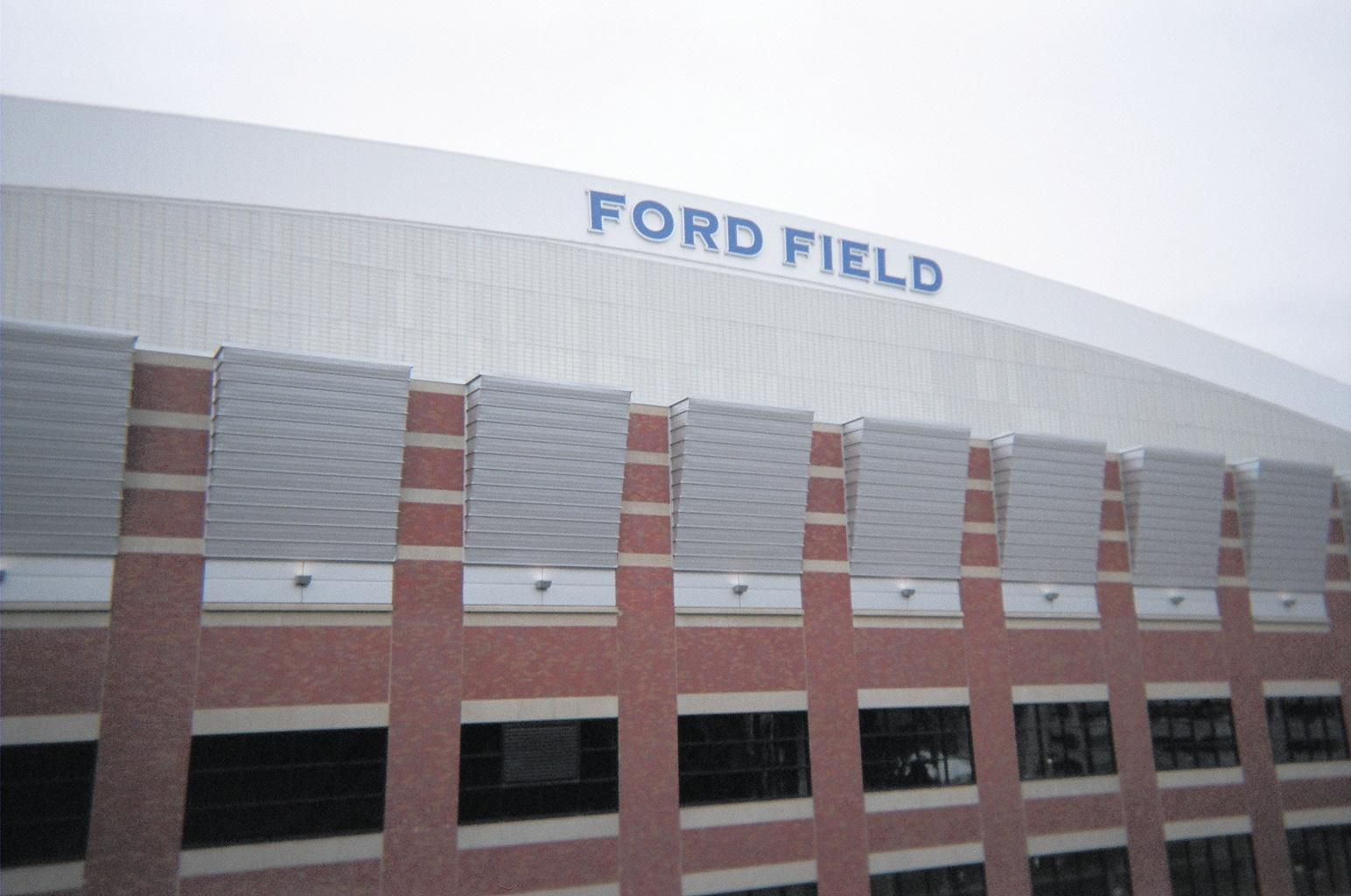
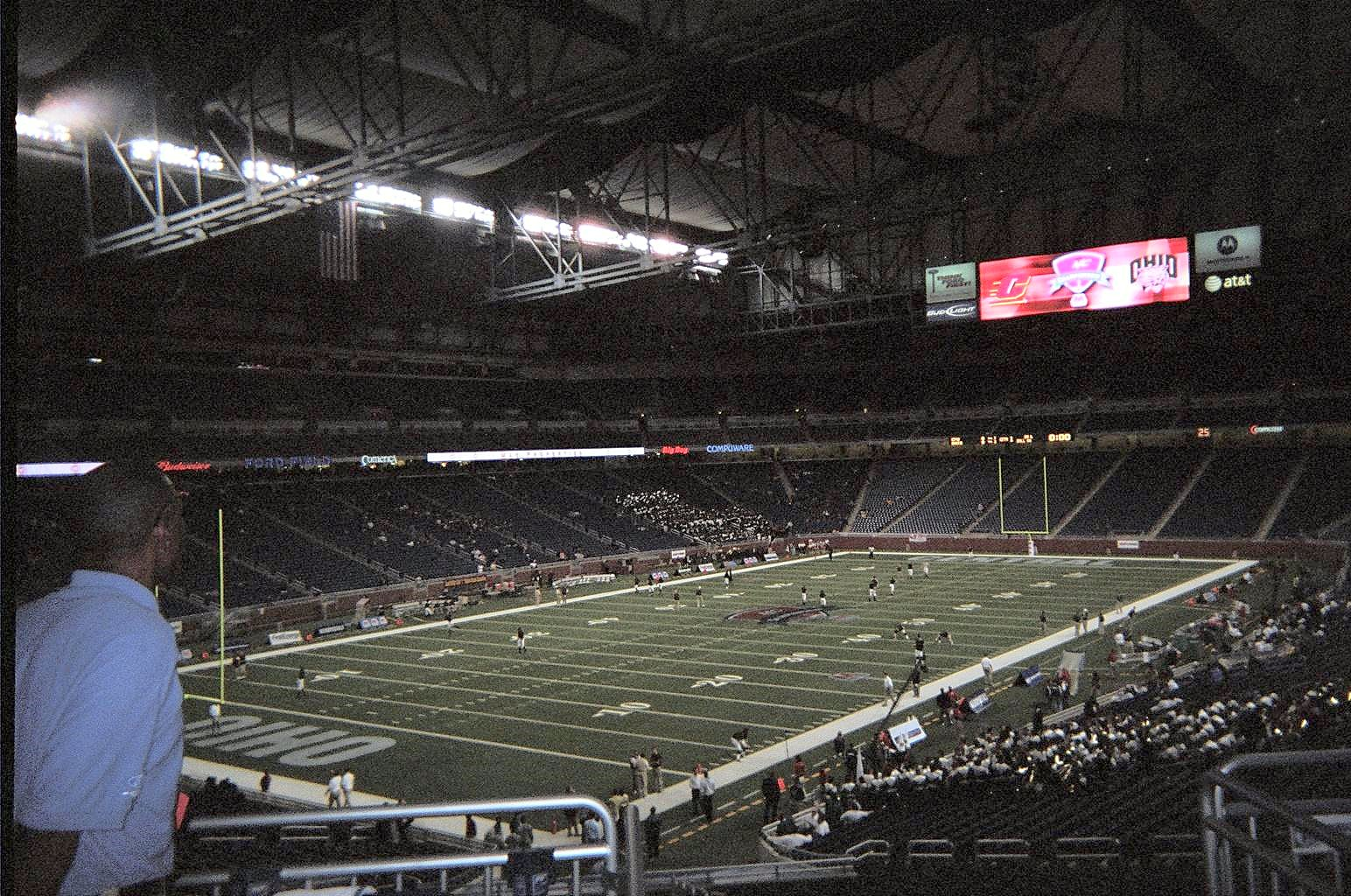
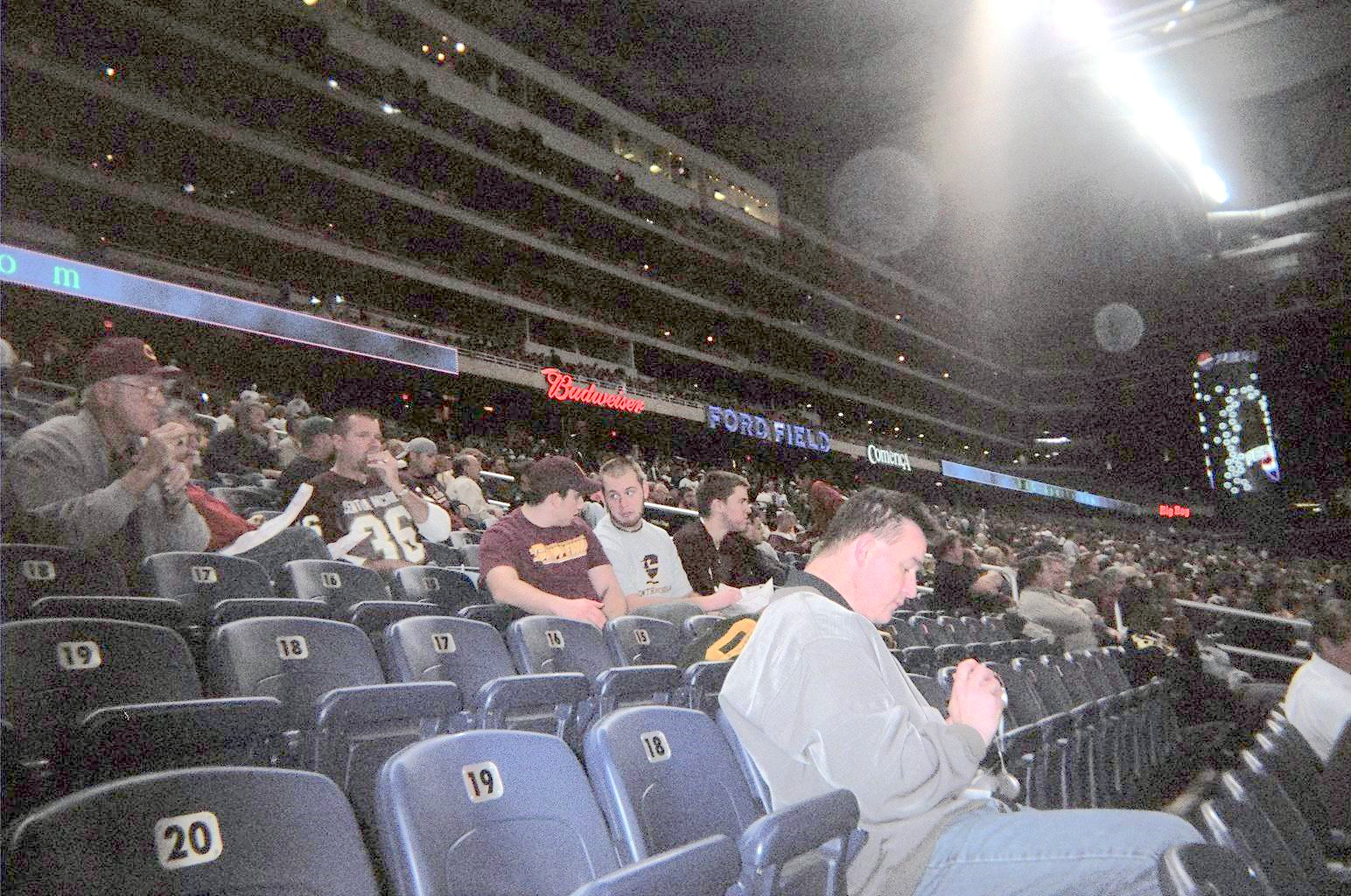
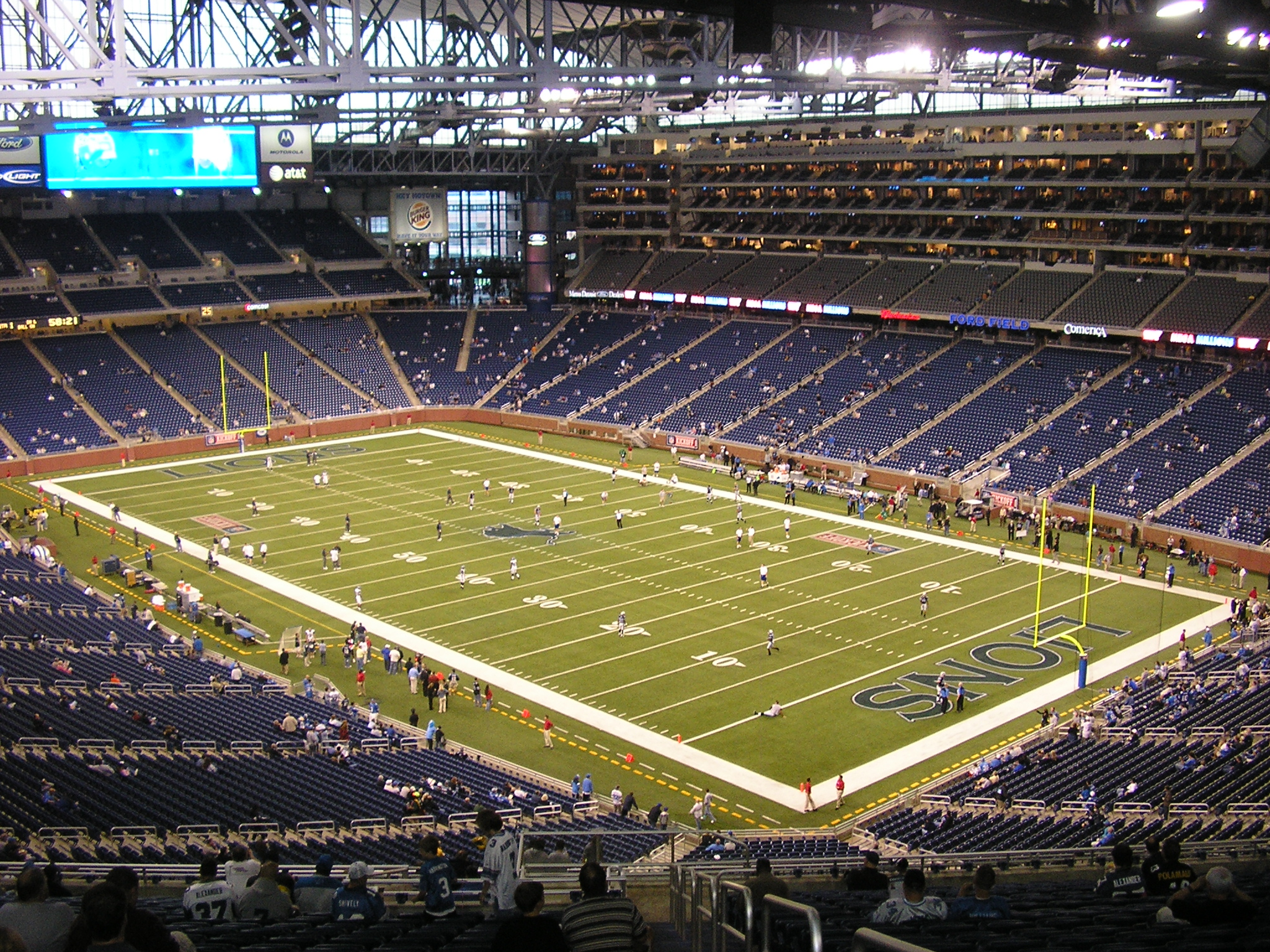
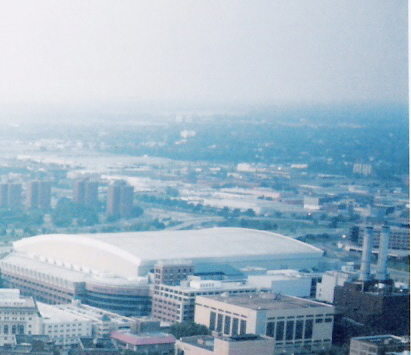
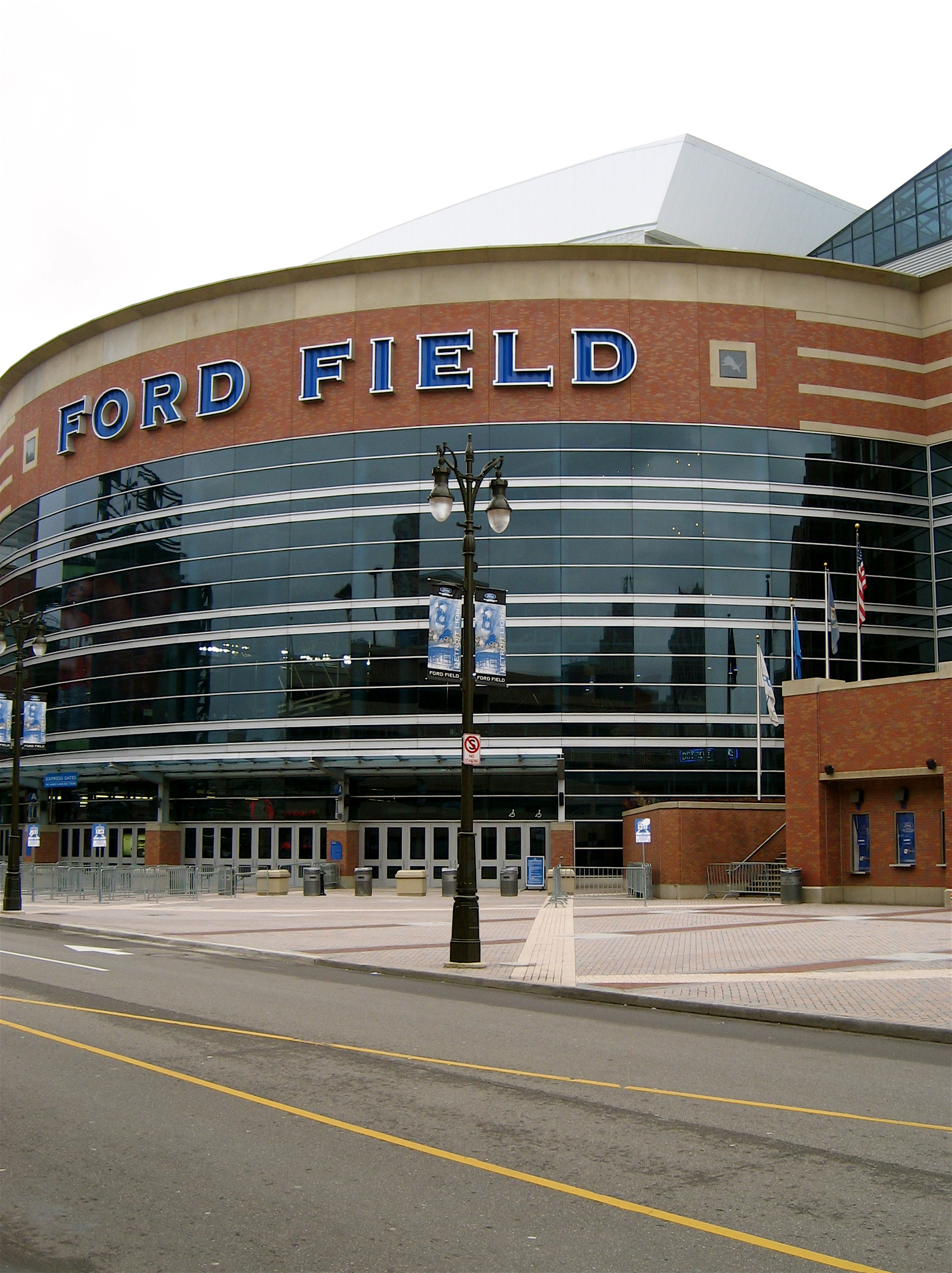
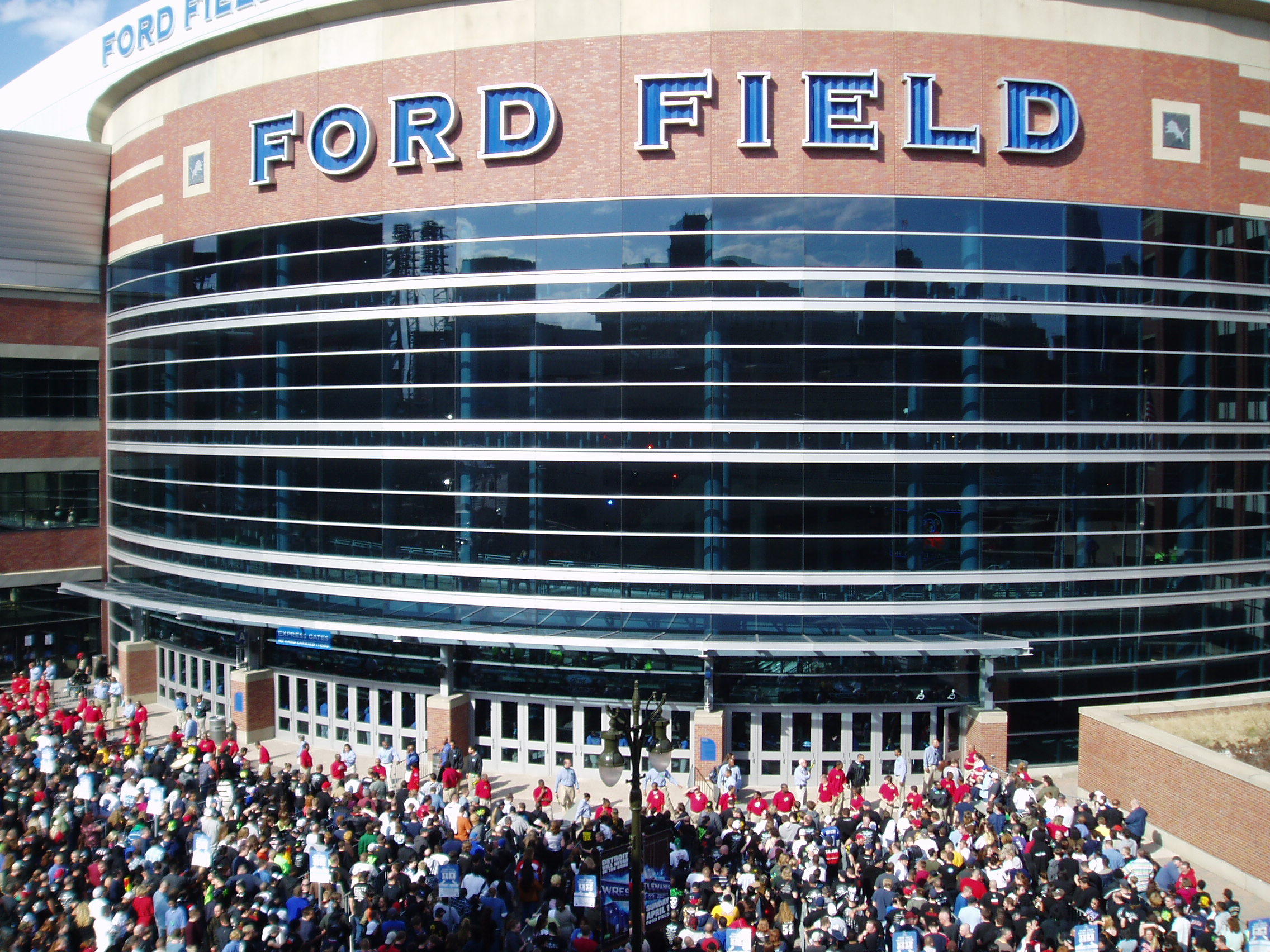
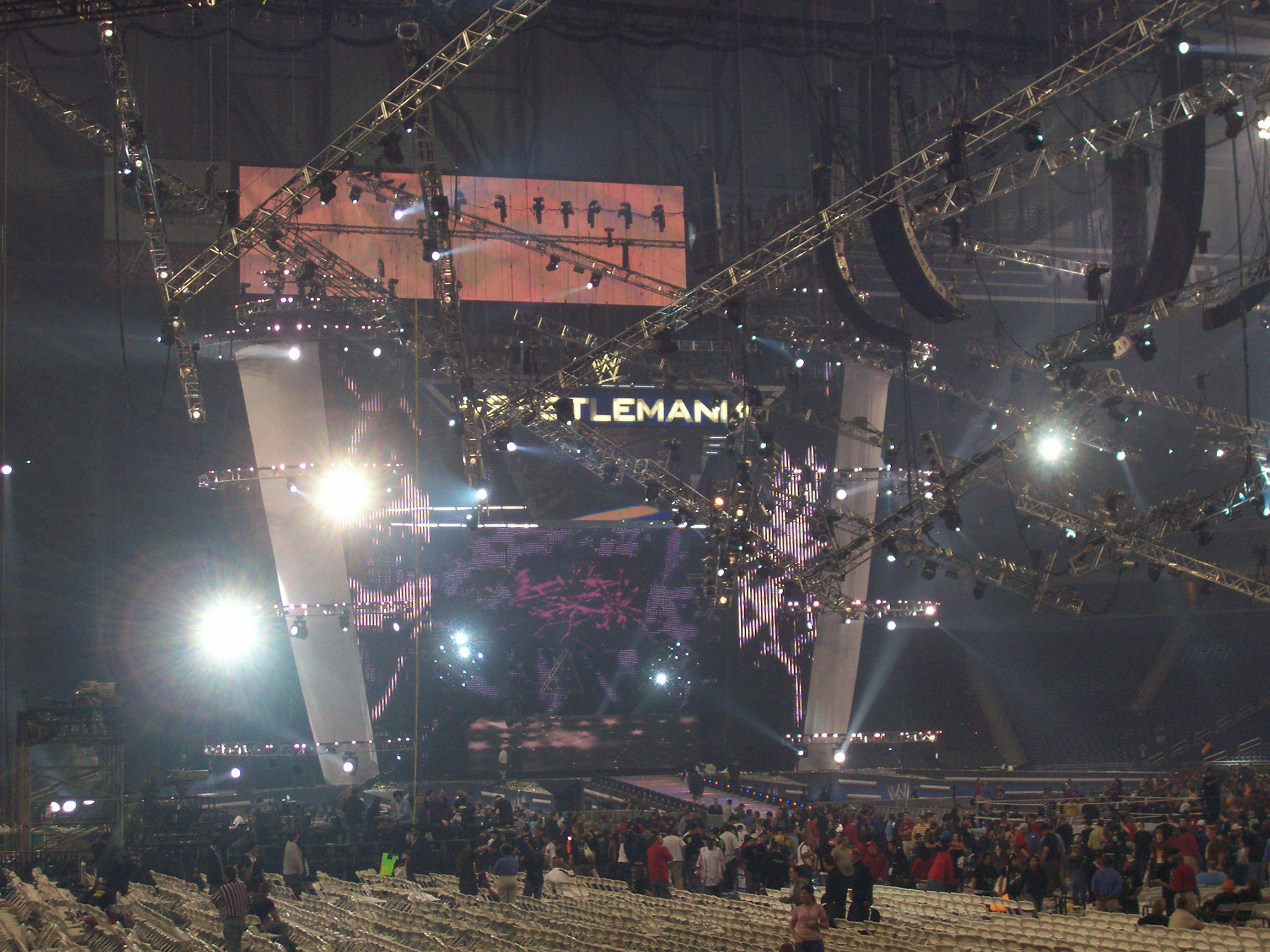
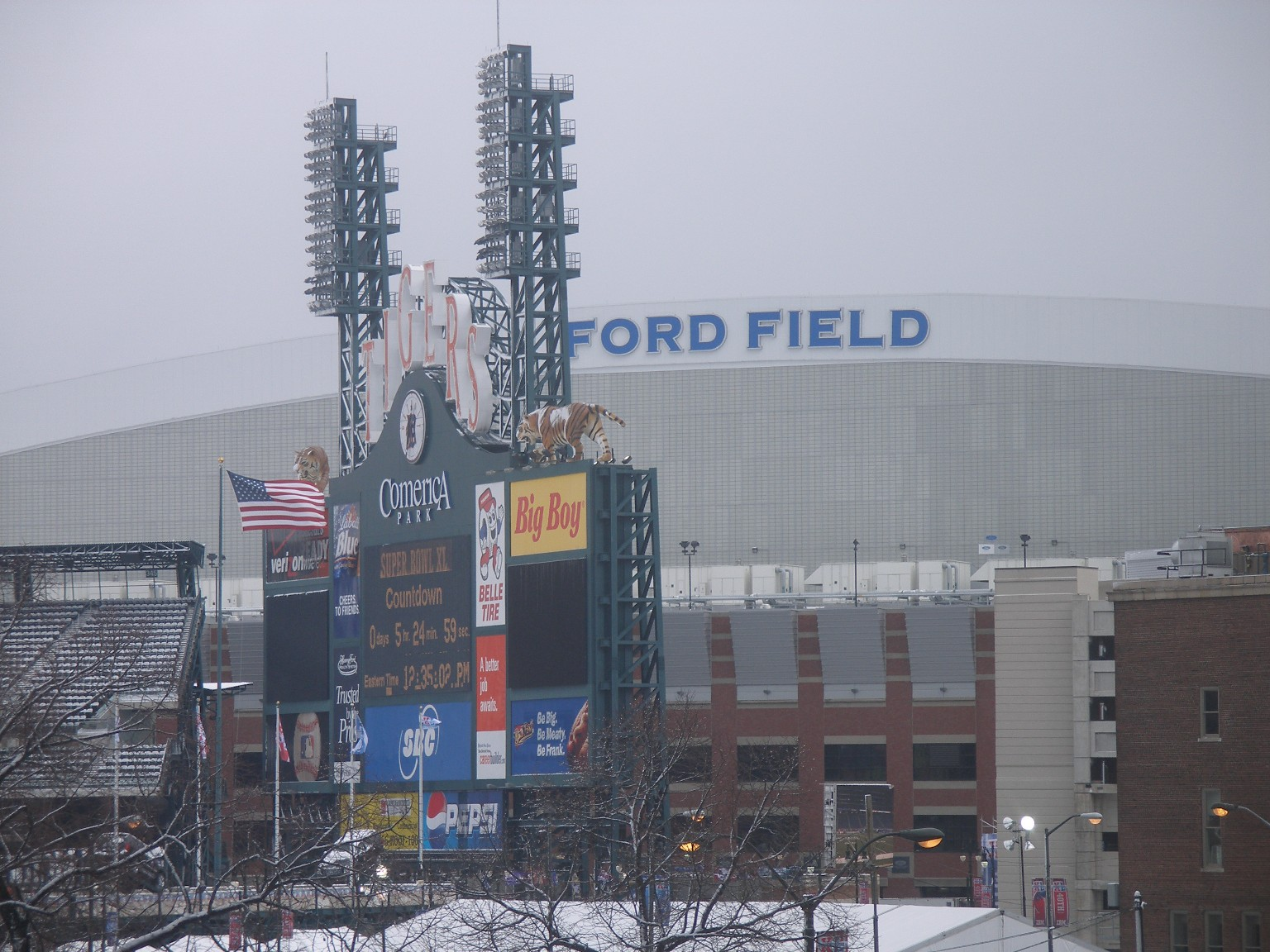